# リサ・レスリー
リサ・レスリー（Lisa Leslie、1972年7月7日 - ）は、アメリカ合衆国・カリフォルニア州ガーデナ出身の元女子バスケットボール選手である。ポジションはセンター。196cm。WNBAの試合で初めてダンクを決めた選手である。2015年には殿堂入りを果たした。

## 来歴
モーニングサイド高校から南カリフォルニア大学に進学。1994年にはネイスミス賞を受賞。
卒業後、イタリアのクラブでプレーし、1997年にWNBA発足にあたりロサンゼルス・スパークスに入団。
2002・2003年のWNBA連覇の原動力となり、ファイナルMVPも2年連続で受賞。リーグMVPは2001・2004・2006の3度受賞。2001年には米国内の女子スポーツ選手に送られるフローラ・ハイマン賞も受賞。
2005-06にはロシアリーグでプレーした。
WNBA史上初のダンクシュート成功者。
2009年引退。

### ナショナルチーム
米国代表において、1996年のアトランタ五輪より4大会連続で金メダルを獲得している。
2002年世界選手権でも優勝に貢献し、大会MVPも獲得した。

## 経歴

### 大学
- 1990-1994 : 南カリフォルニア大学

### WNBA
- 1997-2009 : ロサンゼルス・スパークス

### 国外
- 1994-1995 :  スポルトクラブ・アルカモ
- 2005-2006 :  スパルタク・モスクワ・リージョン